# Landespressekonferenz
Eine Landespressekonferenz (LPK) ist eine Arbeitsgemeinschaft von hauptberuflich tätigen Journalisten, die regelmäßig über das landespolitische Geschehen eines Bundeslandes berichten. Die Gruppierung ist häufiger als eingetragener Verein aktiv und ist in jedem deutschen Bundesland eingerichtet. Die Landespressekonferenzen finden als Pressekonferenz regelmäßig an einem festgelegten Ort statt.
Zweck der Arbeitsgemeinschaften ist die Verbesserung der Rahmenbedingungen für Journalisten und sollen Kontakte zu Entscheidungsträgern und Pressesprechern, also den Informationsaustausch, erleichtern.
Zusätzlich zu den journalistischen Aktivitäten können die Arbeitsgemeinschaften auch Veranstalter von Events wie z. B. Pressebällen oder Preisverleihungen sein.

## Die Landespressekonferenzen in Deutschland
| Name                                                                                     | Land                   | Gründung         |
| ---------------------------------------------------------------------------------------- | ---------------------- | ---------------- |
| Berliner Pressekonferenz                                                                 | Berlin                 | 1950             |
| Landespressekonferenz Baden-Württemberg e. V.                                            | Baden-Württemberg      |                  |
| Bayerische Landtagspresse – Landespressekonferenz Bayern e. V.                           | Bayern                 | 23. Januar 1957  |
| Landespressekonferenz Brandenburg e. V.                                                  | Brandenburg            |                  |
| Landespressekonferenz Bremen                                                             | Bremen                 |                  |
| Landespressekonferenz Hamburg e. V.                                                      | Hamburg                | 16. Februar 1959 |
| Landespressekonferenz Hessen                                                             | Hessen                 |                  |
| Landespressekonferenz Niedersachsen e. V.                                                | Niedersachsen          | 1947             |
| Landespressekonferenz NRW e. V.                                                          | Nordrhein-Westfalen    |                  |
| Landespressekonferenz Mecklenburg-Vorpommern e. V.                                       | Mecklenburg-Vorpommern |                  |
| Landespressekonferenz Rheinland-Pfalz                                                    | Rheinland-Pfalz        |                  |
| Landespressekonferenz Saar e. V.                                                         | Saarland               |                  |
| Landespressekonferenz Sachsen e. V. – Arbeitsgemeinschaft landespolitischer Journalisten | Sachsen                |                  |
| Landespressekonferenz Sachsen-Anhalt                                                     | Sachsen-Anhalt         | 24. April 1991   |
| Landespressekonferenz Schleswig-Holstein                                                 | Schleswig-Holstein     | 1989             |
| Landespressekonferenz Thüringen e. V.                                                    | Thüringen              | 2004             |